# Freipfennig

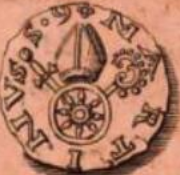
Freipfennig aus Köhlers Münzbelustigung

Der Freipfennig, alte Schreibweise Frey-Pfennig, ist ein mittelalterlicher Erfurter Pfennig, der eigens zur Entrichtung einer Abgabe an den Erzbischof von Mainz diente. Der wegen der Verschlechterung der üblichen Pfennige hauptsächlich im 14. Jahrhundert geprägte besondere Pfennig aus feinem Silber wurde als Hohlpfennig (Blechmünze, Brakteat) ausgebracht.

## Münzbeschreibung
(Siehe Bild oben)
Nach Johann David Köhlers Münzbelustigung ist der oben abgebildete Erfurter Pfennig, eine sonderbare Blechmünze, ein Freipfennig, auf dem das mit der Inful (Mitra) bedeckte Mainzer Wappenrad mit dem dahinter gesteckten Schwert und dem Bischofsstab zu sehen ist. Die Umschrift lautet nach Köhler: „S9. Sanctus MARTINVS“.
- Weitere Erklärung der Umschrift: S(anctus) MARTINVS – S9 steht für Sanctus. [Die der Ziffer 9 ähnelnde Abbreviatur steht für (us)].

## Geschichte

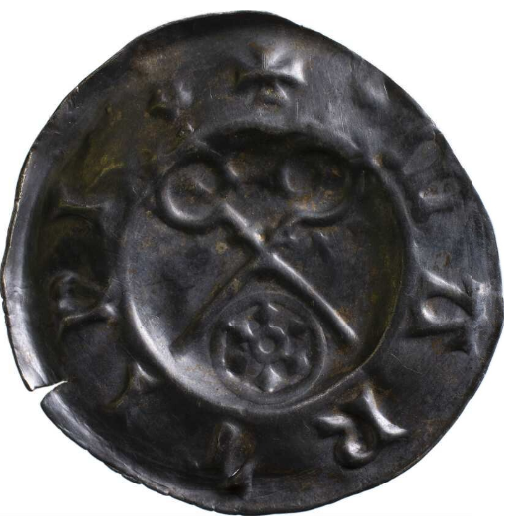
Freipfennig aus der Universitätsbibliothek Leipzig (Silber; Durchmesser; 21 mm; 0,44 g)

Erzbischof Adalbert I. war von 1109 bzw. 1111 bis 1137 Erzbischof von Mainz. Er löste die Dienstbarkeit der Inhaber erzbischöflichen Eigentums wie Gebäude und Äcker durch einen Erbzins (Erbpacht) ab, der in gängiger Münze zu bezahlen war. Die erhebliche Verschlechterung der Pfennigmünze war der Grund dafür, eigens zur Entrichtung einer Abgabe einen Freipfennig aus feinem Silber wertstabil auszubringen. Damit konnten die Erfurter zu freien Leuten gemacht werden. Die Abgabe musste am St.-Martins-Tag, dem Fest des Patrons von Erzbistum und Erzstift Mainz, entrichtet werden. Deshalb setzte man diesen Heiligen als notabene (= wohlgemerkt oder merke wohl) auf die Münze. Der Freipfennig musste zur Bezahlung des Erbzinses für mehrere Pfennige des umlaufenden Gelds jährlich vor Martini von zinspflichtigen Bürgern gekauft werden.
Die aus feinem Silber bestehenden Freipfennige wurden vor allem seit dem 14. Jahrhundert ausgebracht. Sie wiegen etwa 0,4 g und haben unterschiedliche Münzbilder, aber alle MARTINVS in der Umschrift. Beispiele sind:
- das Mainzer Rad allein,
- das Mainzer Rad unter einer Inful mit Schwert und Bischofsstab (siehe Köhlers Freipfennig oben),
- das Mainzer Rad zwischen gekreuzten Bischofsstäben (siehe den Freipfennig aus der Universitätsbibliothek Leipzig) und
- das Bild des heiligen Martins sitzen.

Freipfennige wurden noch im 17. Jahrhundert geprägt; der letzte im Jahr 1663.
Nach J. Leitzmann erfolgte die Ausprägung dieser Freipfennige sowohl in Erfurt als auch in der erzbischöflichen Münze in Heiligenstadt.

### Historische Erklärung nach Johann David Köhler

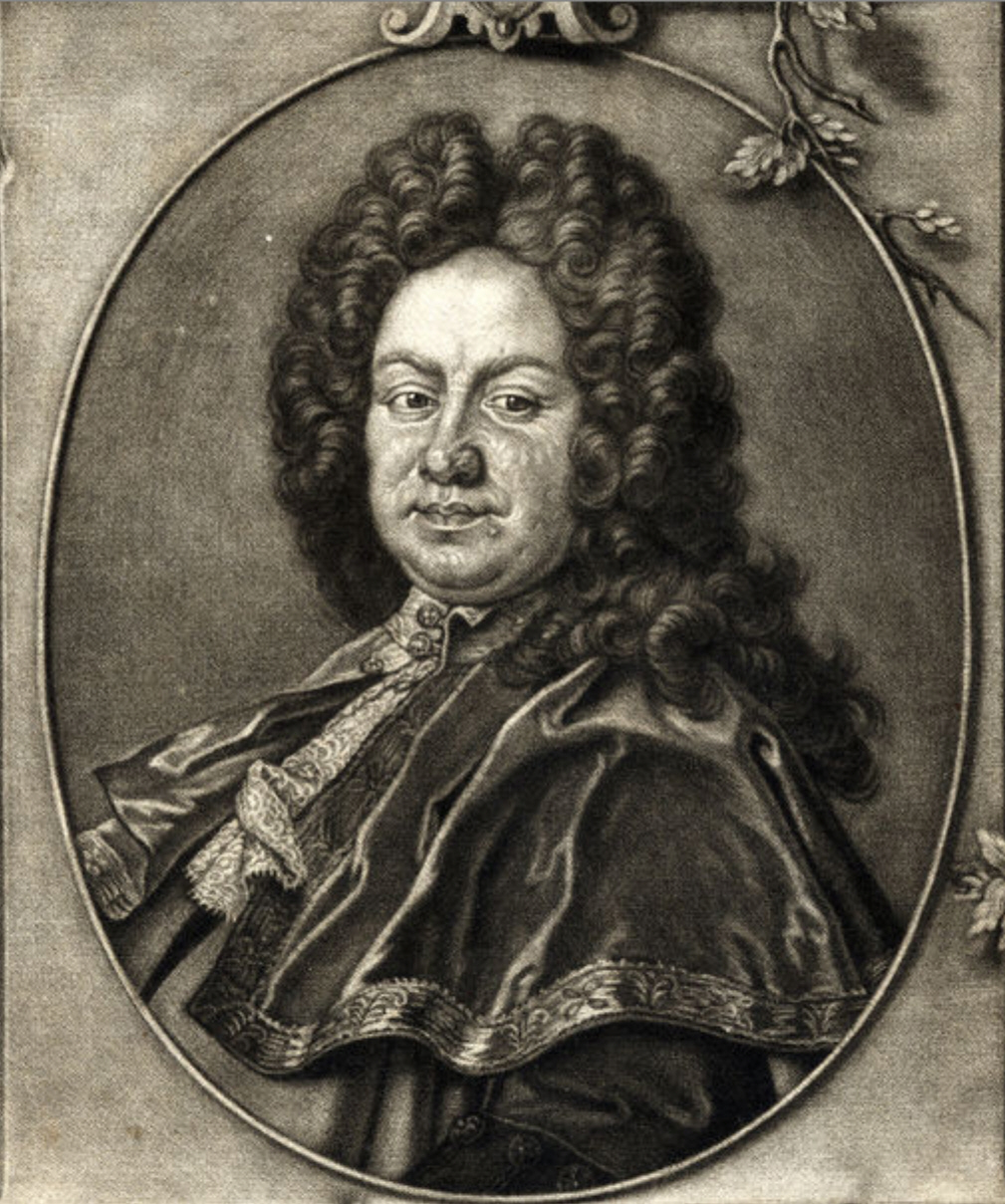
Johann David Köhler schrieb eine Historische Erklärung zum Freipfennig

Eine bestimmte Anzahl Freipfennige musste „von den Inhabern gewisser liegender Güter“ wie Häuser, Äcker, Gärten, Weinberge, Fleischbänke dem Kurfürsten zu Mainz jährlich entrichtet werden. Es sind Hohlpfennige, also einseitige Pfennige, aber von verschiedenem Gepräge. Etliche, „und zwar die ältesten zeigen“, so Köhler „das Bild des heiligen Martins, sitzend mit der segnenden Hand und dem Bischofs-Stab; andere nur das Mayntzische Rad: jedoch alle den Nahmen Martinus“. Freipfennige sind auch in Gold geprägt worden. „Die goldenen wiegen einen viertels Ducaten, und sind von feinem Golde […].“
Zur Ablösung der Dienstbarkeit durch den Erbzins erklärt Köhler Folgendes:

„Wie Gudenus […] A(nno) 1123 berichtet, so kommen diese Frey-Pfennige von dem Erz-Bischoff Adalberten zu Mayntz her, welcher die Besitzer der Erz-Bischöfl. Güter […] in Erffurt, die deswegen glebae adscripti gewesen, von dieser Verbindlichkeit, gegen einen vorbehaltenen jährl. gewissen in solchen Pfennigen abzustattenden Zinß, befreyet hat.“

Der von Köhler verwendete lateinische Begriff glebae adscripti bedeutet „an die Scholle gefesselt“.
Die Bezahlung des Erbzinses erfolgte

„auf den Tag nach St. Martini, an den Chur-Mayntzischen Stadt-Amtmann […] und zwar des Morgens […] im Cur-Mayntzischen Hof: welcher der von Alters her gesetzte Termin ist. Diese Einnahme [geschieht] täglich vormittags biß auf den Elisabeth-Tag, da alsdann der Stadt-Amtmann in Ceremonie auf das Rathauß reitet […].“

Der jährlich zu entrichtende Zins musste also am Tag nach dem Martinstag (nach dem 11. November) bis auf den Elisabeth-Tag (19. November) bezahlt sein.

#### Restanten
Die Namen der Restanten (säumigen Schuldner) wurden am Elisabeth-Tag durch einen Gerichtsbediensteten angeschlagen und ausgerufen. Mit jedem Namen wurde

„mit einem  besonderen Klopffhammer aufgeschlagen […] und zur Bezahlung [ermahnt]. Wenn dann der Restante sich demselben Tag noch meldet, so kann er mit gelinder Strafe abkommen. Des anderen Tags [Edmund] geschieht eben ein solcher Ausritt, und Aufforderung der Restanten wieder: da dann die sich angebenden Restanten mit grösserer Strafe angesehen werden. Den dritten Tag, an Mariä Opfferung Gedächtnüß, […] ist alsdann, nach geschehener Anklopffung auf des Restanten Nahmen, sein Hauß oder Gut, wovon er den auferlegten Frey-Pfennige hätte gebührenpflichtig entrichten sollen, verfallen.“

Nach dem Elisabeth-Tag (19. November), am Tag Edmund (20. November) musste der Restant demnach mit einer größeren Strafe rechnen. Am dritten Tag an Mariä Opferung (21. November) war das Haus oder Gut des Schuldners verfallen. 
Die Erfurter hatten daher das Sprichwort: Elisabeth geklopft, Edmund gezopft, Marien geopfert.